# Cintura
|  | Aquest article tracta sobre la part més estreta del cos humà. Vegeu altres significats a Cintura escapular i Cintura pelviana |

La cintura és la part més estreta del tronc del cos humà, sota la caixa toràcica.
Entre les dones, la cintura generalment és situada de 2 a 3 cm més amunt del melic. En els homes, la posició és més variable; de vegades, 1 o 2 cm per sota del melic, de vegades més amunt.
L'estretor de la cintura en comparació amb els malucs i el pit és una característica sexual secundària de les dones que es desenvolupa en la pubertat; en comparació amb l'home, el tors femení és més cilíndric. Aquest caràcter sexual es perd amb l'edat i, particularment, amb la menopausa, en què les dones comencen a emmagatzemar l'excés de pes no tan sols als malucs, sinó també al ventre, com els homes.
Durant segles, les dones han maldat per accentuar la cintura prima, signe de feminitat, bellesa i joventut, mitjançant estris com la cotilla. Avui dia es considera que la proporció més estètica entre cintura i maluc volta el 0,7 en dona. Per exemple, donat un contorn de pit i de maluc de 90 cm, la cintura més agradable a la vista fa uns 63 cm.
Un element característic de la història de la indumentària és la relació canviant entre la cintura del cos i la de la peça de roba.
En català es denomina idènticament, cintura, tant la del cos humà com l'equivalent de les peces de roba; emperò, convé subratllar que moltes llengües distingeixen aquests conceptes amb mots diferents. Així, la 'cintura del cos' és waist en anglès, cintura en espanyol, taille en francès, vita en italià, cintura en portuguès i talie en romanès. En canvi, la 'cintura d'una peça de roba' és waistband en anglès, pretina o cinturilla en espanyol, ceinture (montée) en francès, cintura en italià, cós en portuguès i betelie en romanès.

## Mesura de cintura
La cintura normalment es mesura a la circumferència més petita de la cintura natural, generalment just per sobre del melic.
En sentit estricte, la circumferència de la cintura es mesura a un nivell a mig camí entre la costella palpable més baixa i la cresta ilíaca.
Variables com la postura influeixen significativament en la mesura de la cintura i, per tant, qualsevol mesura per a un estudi de grups de persones ha de mantenir una postura constant entre els subjectes.
La mida de la cintura (circumferència de la cintura) és un indicador de l'obesitat abdominal. L'excés de greix abdominal és un factor de risc per desenvolupar malalties del cor i altres malalties relacionades amb l'obesitat. Un estudi publicat a l'European Heart Journal l'abril de 2007 va mostrar que la circumferència de la cintura i l'índex cintura-maluc (definida com la circumferència de la cintura dividida per la circumferència del maluc) eren predictors d'esdeveniments cardiovasculars.